# Курт фон Госслер
Курт фон Госслер (нім. Kurt von Gossler; 21 вересня 1905 Штендаль — 20 лютого 1981) — німецький офіцер-підводник, корветтен-капітан крігсмаріне.

## Біографія
Представник давнього прусського роду. В 1932 року вступив на флот. З 1 серпня 1938 по 4 січня 1939 року — командир підводних човнів U-10, з 12 серпня 1939 року — U-49, на якому здійснив 4 походи (разом 59 днів у морі). 19 листопада 1939 року потопив британський торговий пароплав Pensilva водотоннажністю 4258 тонн, який перевозив 6985 тонн кукурудзи; ніхто з членів екіпажу загинув. 15 квітня 1940 року U-49 був потоплений поблизу Нарвіка (68°53′ пн. ш. 16°59′ сх. д.) глибинними бомбами з британських есмінців «Фіерлес» та «Бразен». 1 член екіпажу загинув, 41 (включаючи Госслера) були врятовані і потрапили в полон.

## Звання
- Оберфенріх-цур-зее (1 вересня 1935)
- Лейтенант-цур-зее (1 січня 1936)
- Оберлейтенант-цур-зее (1 жовтня 1937)
- Капітан-лейтенант (1 квітня 1939)
- Корветтен-капітан (1 квітня 1943)

## Нагороди
- Медаль «За вислугу років у Вермахті» 4-го класу (4 роки)